# Vaillant (Unternehmen)

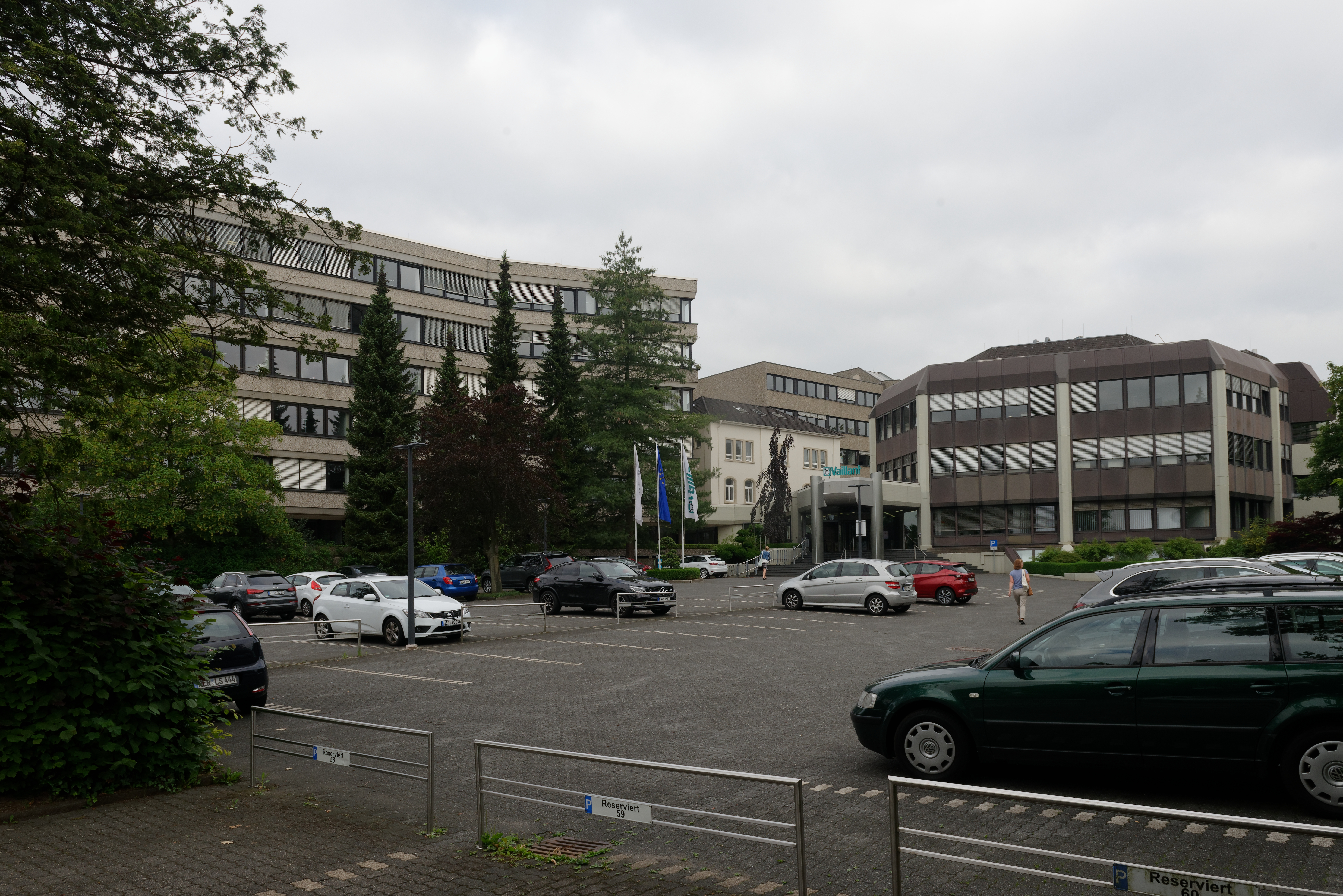
Zentrale Vaillant in Remscheid

Vaillant-Logo

Vaillant ([ˈvaɪlˌlant]) ist eine Marke der Vaillant Group. Im Bereich der Heiz-, Lüftungs- und Klimatechnik, welche auch regenerative Energien nutzen, ist Vaillant europaweit tätig.
Das Produktportfolio umfasst Solarthermie- und Photovoltaikanlagen, Wärmepumpen, Pelletkessel, Lüftungsgeräte für Niedrigenergiehäuser, Heizsysteme auf Basis fossiler Energieträger wie Kraft-Wärmekopplungs-Anlagen, Brennwertheizgeräte und intelligente Regelungen.

## Marke
Seit 1899 ist Vaillant als Marke mit dem Hasen im Logo bekannt. Die Idee eines unverwechselbaren Markenzeichens fand Johann Vaillant an einem Ostersonntag in der katholischen Monatszeitschrift Alte und Neue Welt. Er stieß auf ein Bild des Plauener Malers Hermann Vogel, auf dem der Osterhase aus einem Ei schlüpft. Johann Vaillant erwarb das Bild mit Copyright und machte es zu seinem Markenzeichen. Mit den Jahren durchlief der Hase im Ei neun Erneuerungen des Designs. Die grundlegende Strategie, die Johann Vaillant von Anfang an verfolgte, blieb aber erhalten. Zum typischen Hasen kam noch die grüne Unternehmensfarbe.

## Geschichte
1874 machte sich Johann Vaillant mit einem Meisterbetrieb des Installationshandwerks selbstständig und schuf damit den Anfang der heutigen Vaillant Group. Sein erstes Patent meldete Vaillant im Juli 1894 für den Gasbadeofen „geschlossenes System“ an und eröffnete damit den Markt. Mit seinem Ofen konnte erstmals Wasser erhitzt werden, welches hygienisch war und keine Rückstände von Verbrennungsgasen enthielt. Schon 1905 führte Vaillant eine kompakte wandhängende Ausführung des Gasbadeofens ein und präsentierte damit eine Innovation für die Warmwasserbereitung. Der Zentralheizungskessel wurde 1924 entwickelt. Der bisherige Gebrauch von einzelnen Öfen in jedem Raum war nun nicht mehr notwendig, da dieser Heizkessel von einer zentralen Stelle aus ein gesamtes Gebäude beheizen konnte.
Franz Wilhelm trat 1955 in das Unternehmen ein und war von 1966 bis 1989 Geschäftsführer, bis 1994 im Gesellschafterausschuss vertreten. Er baute das Unternehmen zum Marktführer auf.
1961 brachte Vaillant als erstes Unternehmen ein wandhängendes Heizgerät auf den Markt: den „Circo-Geyser MAG-C 20“. Mit dem „Combi-Geyser VCW 20“ präsentierte Vaillant 1967 eine weitere Innovation. Das Gerät vereinte erstmals Heizungs- und Warmwassertechnik und konnte auf den individuellen Bedarf abgestimmt werden. Das erste elektronisch gesteuerte Gas-Wandheizgerät von Vaillant kam 1974 auf den Markt.
1983 kam es bei Vaillant zur Einführung der Thermoblock-Serie mit Edelstahl-Wärmetauscher, stetiger Modulation und elektronischer Zündung. 1995 kam das erste Brennwert-Wandheizgerät von Vaillant auf den Markt. Den ersten Schritt im Bereich der regenerativen Energien machte Vaillant ein Jahr später. Das Produktportfolio wurde durch solarthermische Systeme zur Trinkwasser-Erwärmung erweitert. Im Jahr 1999 feierte Vaillant sein 125-jähriges Jubiläum mit 40 Mio. verkauften Geräten und den Gewinn des Deutschen Qualitätspreises. Die eigene Wärmepumpenproduktion wurde 2006 am Standort Gelsenkirchen gestartet. Das Jahr darauf zeichnete die Stiftung Warentest die Vaillant Wärmepumpe geoTHERM plus als bestes Produkt mit dem Prädikat „Gut“ aus. 2008 erfolgte der Start eigener Solar-Flachkollektorfertigungen im Werk Gelsenkirchen. 2010 wurde die erste Zeolith-Gas-Wärmepumpe im Markt eingeführt. 2011 wurde eine Mikro-Kraft-Wärme-Kopplung mit dem Produktnamen „Vaillant ecoPOWER 1.0“ durch eine Kooperation mit Honda in die Produktpalette aufgenommen.

## Produkte

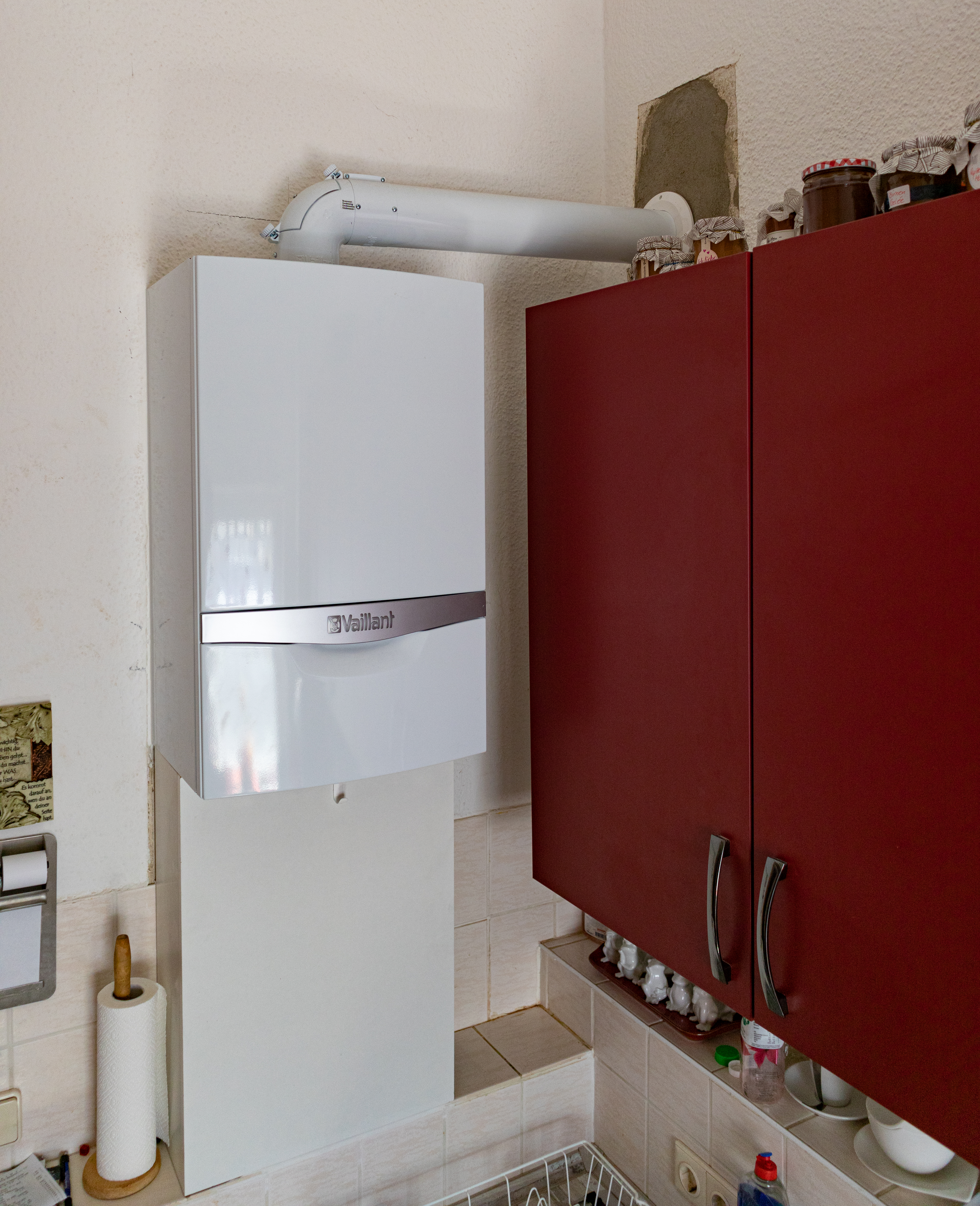
Vaillant-Gastherme in einer Küche

Unter der Marke werden Solarthermie- und Photovoltaikanlagen verkauft, die Sonnenenergie zum Heizen und zur Warmwasserbereitung nutzen oder in Strom umwandeln. Ferner bietet Vaillant Wärmepumpen, Lüftungsgeräte für Niedrigenergiehäuser sowie Brennwertsysteme auf der Basis der fossilen Energieträger Erdgas und Öl an. Die Brennwerttechnik nutzt die in den Abgasen enthaltene Wärmeenergie, die bei herkömmlichen Heizgeräten verloren geht. Dadurch verringern sich der Brennstoffbedarf, die Heizkosten und die Emissionen. Hybridsysteme kombinieren Gas- oder Öl-Brennwertgeräte mit Sonnenenergie. Außerdem fertigte Vaillant von 2006 bis 2018 Mini- und Mikro-Blockheizkraftwerke zur dezentralen Versorgung mit Strom und Wärme. Im Juli 2018 kündigte Vaillant an, die Produktion und den Vertrieb von Mini- und Mikro-KWK-Anlagen zu stoppen.
Die Vaillant-Produkte wurden bereits mehrmals mit dem Red Dot Design Award ausgezeichnet – seit 2002 bekam Vaillant insgesamt 18 Auszeichnungen.

## Trivia
Am 1. Januar 2007 wurde das Eisstadion Davos in der Schweiz in Vaillant Arena umbenannt, da Vaillant die Namensrechte für drei Mio. CHF kaufte. Damit wurde der dringend notwendige Umbau der Südtribüne finanziert. Die Vaillant Arena ist das Heimstadion des Schweizer Eishockeyclubs und Rekordmeisters HC Davos. Das Namenssponsoring endete 2018.